# Лебідь Ольга Вікторівна
О́льга Ві́кторівна Ле́бідь (нар. 18 серпня 1943, селище Посьєт, Хасанський район, Приморський край, Росія) — радянська і українська художниця-графік і живописець, ілюстратор, авторка серії офортів. Заслужена художниця України (2011). Членкиня Національної спілки художників України з 1978 року.

## Біографія
Народилася 18 серпня 1943 року у селищі Посьєт Хасанського району Приморського краю в Росії. Мама Ольги була творчою особистістю, грала в аматорському театрі. Батько працював військовослужбовцем. У домашній бібліотеці завжди знаходились яскраві дитячі книги, які дівчинка залюбки прочитувала. Улюбленими залишались казки Ганса Крістіана Андерсена, братів Грімм, Шарля Перро. Часто робила ілюстрації до них, створювала казкових героїв та розфарбовувала їх у власному стилі. Згодом сім'я переїхала в Україну, спочатку до Новоград-Волинська, а потім у Нікополь.
Живопису Ольга спочатку навчалася в гуртку образотворчого мистецтва при Палаці піонерів. У 1960 році закінчила навчання у середній школі та вступила до Дніпропетровського державного художнього училища на живописно-педагогічний факультет. Отримавши освіту, Ольга у 1965 приносить свої роботи до видавництва «Веселка» та відтоді співпрацює з ними.
Протягом 25 років роботи на видавництві майстринею-живописцем було оформлено понад 17 дитячих книг. Вона ілюструвала казки Андерсена, Перро й твори письменників України тиражами сто і більше тисяч примірників. Окрім того, Ольга Лебідь працювала художником-оформлювачем у Нікополі та у майстернях Художнього фонду в період 1966—1968 років.
У 1974 закінчила навчання книжкової та станкової графіки у Василя Касіяна і Василя Чебаника при Київському державному художньому інституті. Того ж року переїхала до Миколаєва.
Впродовж 1974—1991 працювала на Миколаївському художньо-виробничому комбінаті; У 1978—1988 роках — голова секції з естетичного виховання дітей при Миколаївській організації спілки художників України; у 2001—2005 — викладач живопису й малюнку у Миколаївській філії Київського університету культури і мистецтв.

## Творчий доробок
Творчий доробок становить низку художніх оформлень та реконструкцій серій книг «Будиночок казок»; графічні серії «Українські народні пісні про кохання»; серія офортів «Мистецтво». Ольга Лебідь була першою, хто виготовив книжку-іграшку. Задумкою майстрині було створити «Будиночок казок», до якого б увійшли твори відомих казкарів. Із цією роботою, а саме казкою «Кресало» Андерсена, графікиня захистила свій диплом.

### Участь у виставках
- Республіканська виставка «Молодість країни» (1976);
- Республіканська виставка акварелі (1976);
- Республіканська виставка у Запоріжжі «Молоді художники України до 60-річчя Великого Жовтня» (1977);
- IV Республіканська виставка акварелі у Львові (1977);
- Республіканська виставка рисунка. (1977);
- Республіканська виставка книги (1978);
- Республіканська виставка естампа (1978);
- Республіканська виставка «Художники дітям» (1979);
- Республіканська виставка книги (1981);
- Республіканська виставка книги (1984);
- Обласна виставка «40 років Перемоги» (1985);
- Всесоюзна виставка станкової графіки (1987);
- Міжнародна виставка у м. Сієтл (США) (1990);
- Фестиваль мистецтв у місті Едмон (США, 1991);
- Обласна виставка «Художники і край» (Миколаїв, 1993);
- Всеукраїнська виставка до Дня художника (Київ, 2008).

## Нагороди
Отримала диплом від Державного комітету по друку за кращі серії книг «Будиночок казок» («Кресало», «Кіт у чоботях»). У 2004 році Олену Лебідь нагородили грамотою за особистий вагомий вклад у розвиток образотворчого мистецтва. Графічний лист «На конику» із серії «Українські народні пісні про кохання» на фестивалі мистецтв у Едмоні був удостоєний диплома I ступеня.
У березні 2011 року отримала звання «Заслужений художник України».